# Igor Bratič
Igor Bratič (Lubiana, 29 ottobre 1988) è un giocatore di calcio a 5 sloveno.

## Carriera
Con la Slovenia Under-21 ha preso parte al campionato europeo 2008. Nel 2016 viene incluso, come terzo portiere, nella lista della nazionale maggiore che partecipa al campionato europeo.